# Uberdeck
Uberdeck este o mașină de cusut specializată pentru realizarea cusăturii de tip lănțișor și de acoperire.
Această cusătură se poate realiza cu două, trei sau patru fire.
Mașina este dotată cu unu, două sau trei ace.
Uberdeck-ul este o mașină plană ce poate fi folosită la o gamă largă de procese de coasere, de la tivul mânecilor, la cusături de acoperire atât inferioare cât și superioare cu diferite lățimi, la aplicarea bentiței einfas, la aplicarea dantelei elastice la produsele de lenjerie sau îmbracăminte. Această mașină are cuțit de richtuire cu rolul de a tăia rezerva de material ce rezultă din îmbinarea reperelor, pentru a obține o cusătură uniformă, cu marginea materialului perfect aliniată cu linia cusăturii.